# Hoya spartioides
Hoya spartioides är en oleanderväxtart som först beskrevs av George Bentham, och fick sitt nu gällande namn av Kloppenb.. Hoya spartioides ingår i släktet Hoya och familjen oleanderväxter. Inga underarter finns listade i Catalogue of Life.